# 第一京丸
第一京丸（だいいちきょうまる、Kyo Maru No.1）は、日本の捕鯨船（キャッチャーボート）である。3隻が極洋捕鯨の捕鯨船として建造され、3代目の第一京丸は、極洋から日本共同捕鯨、共同船舶に所属した。

## 初代

### 建造
1936年（昭和11年）9月9日に創業した極洋捕鯨は南氷洋捕鯨に参入するにあたり、捕鯨母船の極洋丸と共に、キャッチャーボートとして第一京丸から第十一京丸の9隻の9隻が建造された。京丸の船名の由来は、創業者の山地土佐太郎と同じ高知県出身の漢詩家・宮崎晴瀾の「「鯨」という漢字から「魚」を取る（=捕る）と京（=今日）という漢字にかえる（=帰る）」という縁起からである。
第一京丸を含む第二・三・第五京丸の4隻は鶴見製鉄造船所（現・JFEエンジニアリング鶴見製造所）で建造され、第一京丸は1937年（昭和12年）10月6日に起工し、同年12月21日に進水、1938年（昭和13年）2月9日に竣工した。

### 操業
極洋丸の竣工までの間、第一京丸をはじめとするキャッチャーボートは、出漁練習船として鮎川港を母港に操業しつつ要員の訓練を行った。キャッチャーボート9隻に対し、正砲手は3人のみだったため、極洋捕鯨が創業後に買収した鮎川捕鯨の人脈でノルウェー人砲手を6人雇用した。
1938年（昭和13年）10月5日に極洋丸が竣工し、10月11日に極洋丸や第一京丸を含むキャッチャーボート9隻からなる船団は神戸港を出航した。11月16日午前3時、極洋丸の船団は南緯59度50分 東経104度40分 / 南緯59.833度 東経104.667度で操業を開始した。極洋丸の船団は初出漁だったが、1939年（昭和14年）3月18日に南緯58度05分 東経110度23分 / 南緯58.083度 東経110.383度で操業終了するまでの123日間でシロナガスクジラやナガスクジラ、ザトウクジラなどのヒゲクジラをシロナガスクジラ換算（BWU）781.5頭とマッコウクジラ67頭を捕獲した。
1939年（昭和14年）10月29日、極洋丸とノルウェーから購入した冷凍運搬船興亜丸、8月1日に座礁全損した第五京丸を除く8隻の捕鯨船からなる船団は、第2回南氷洋捕鯨に神戸港を出航した。捕鯨砲の砲手は日本人砲手の育成が進み、2名のみノルウェー人だった。極洋丸の船団は、ヒゲクジラBWU787.5頭とマッコウクジラ78頭を捕獲し、興亜丸以外の第一京丸を含む船団は4月5日に帰港した。
1940年（昭和15年）10月10日、極洋丸の船団は第3回南氷洋捕鯨に神戸港を出航した。船団は極洋丸と興亜丸に加え、新造の第十二・十三京丸が加わった8隻のキャッチャーボートからなり、捕鯨砲の砲手は全員日本人となった。第二次世界大戦の勃発に伴い、欧米各国の出漁が少ない上に好漁だったことから、船団は戦前の3回で最高となるヒゲクジラBWU1,026.4頭、マッコウクジラ55頭を捕獲し、1941年（昭和16年）3月29日に帰航した。

### 徴用・撃沈
1941年（昭和16年）10月31日、第一京丸は大日本帝国海軍に徴用され、11月10日に入籍して佐世保鎮守府所管となった。11月17日から山口県下関市彦島の林兼造船所で改装工事を行う。11月20日、同じく徴用された姉妹船の第三京丸と第四十一掃海隊を編成し、11月26日に改装を完了して彦島を出航。2隻は11月27日に佐世保港に到着し、11月30日まで軍需品を搭載して出動準備を整えた。太平洋戦争（大東亜戦争）勃発後の12月10日、第一・三京丸は特設掃海艇に区分され、1942年（昭和17年）1月14日、第四十一掃海隊は基隆港に入港し、翌1月15日に第四十一掃海隊は佐世保鎮守府部隊佐世保防備戦隊に編入された。1月17日、高雄港に向かい、1月22日にカムラン湾に到着。アナンバス諸島を往復し、2月17日、第一京丸はシンガポール港に入港。2月25日に第四十一掃海隊は第一南遣艦隊第十二特別根拠地隊に編入された。
第一京丸はシンガポール港を拠点に、掃海や潜水艦掃討、船団護衛などの任務に就いた。1943年（昭和18年）2月26日に僚船の第三京丸が触雷沈没したため、6月15日に日本海洋漁業統制（現・ニッスイ）のトロール船から徴傭された麗水丸（219.05総トン）が編入された。1944年（昭和19年）12月25日に麗水丸が北緯03度18分 東経99度42分 / 北緯3.300度 東経99.700度でイギリス海軍のT級潜水艦トレンチャントとテラピンの砲撃で撃沈された。そして第一京丸も1945年（昭和20年）1月13日、機帆船船団を護衛してシンガポール港を出航しペナン島に向かったが、1月15日17時頃、北緯05度18分 東経100度20分 / 北緯5.300度 東経100.333度のペナン南水道の入口で触雷し、40分後に船尾から沈没した。

### 掃海艇長
1. 眞方信男 予備中尉/予備大尉/大尉：1941年11月10日[22] -

## 2代目

### 建造
終戦後、捕鯨母船の極洋丸をはじめ、キャッチャーボートの大半を失った極洋捕鯨は、会社経理応急措置法や過度経済力集中排除法の適用を受けたが、すぐに解除されたので、木造捕鯨船による沿岸捕鯨と以西底曳網漁業で復興を図った。1946年（昭和21年）、極洋捕鯨は日本近海および南氷洋両用の新たな捕鯨船として、第一京丸と第二京丸、第三・第五・第六京丸の5隻の鋼製キャッチャーボートを川崎重工業艦船工場（現・川崎重工業船舶海洋ディビジョン神戸工場）と播磨造船所（現・ジャパン マリンユナイテッド）に発注した。第一京丸は姉妹船の第二京丸と共に、8月24日に川崎重工業艦船工場で引き渡され、9月2日に竣工した。竣工と同時にGHQの日本商船管理局（en:Shipping Control Authority for the Japanese Merchant Marine, SCAJAP）によりSCAJAP-K182の管理番号を与えられた。
船体は溶接を用いて重量軽減を図り、氷海の航行と鯨類曳航の際の圧力に耐えられるよう中間肋骨を取り付けた。上構も鋼鉄製で、前方に木製の船橋を設けた。見張台は鋼製骨組みに帆布を張り、船橋との間に伝声管を設けて連絡を容易にした。主機は、戦時中に量産された艦本式ディーゼルである23号乙8型ディーゼルエンジンを搭載した。

### 操業
竣工後、第一京丸を含む5隻のキャッチャーボートは戦前と同じ練習船制度を用いて、沿岸捕鯨に従事した。
1947年（昭和22年）、極洋捕鯨は日本水産（現・ニッスイ）と共に、旧海軍の輸十三号（元・第十三号輸送艦）を用いた小笠原諸島近海での捕鯨事業を行うこととなった。3月2日、第一京丸は第三京丸と共に捕鯨船団に参加し、3月2日に出航し、5月25日までにシロナガスクジラ2頭とイワシクジラ49頭、マッコウクジラ80頭を捕獲した。6月24日には、終戦直前の1945年8月11日に爆撃を避け自沈した第十五京丸の浮揚に成功し、極洋捕鯨の鋼製キャッチャーボートは6隻となった。
1950年（昭和25年）の第5次小笠原捕鯨は極洋捕鯨の単独事業となり、ばいかる丸を母船に第二京丸を除く4隻は3月17日から6月9日まで操業し、イワシクジラ243頭とマッコウクジラ63頭を捕獲した。
1951年（昭和26年）、極洋捕鯨は国際捕鯨委員会（IWC）の管理外であるマッコウクジラ捕鯨を南太平洋で行うこととなった。10月1日、ばいかる丸と第一・三・五・六・十五京丸は大阪港を出航し、11月16日から翌1952年（昭和27年）2月20日までの97日間でマッコウクジラ222頭を捕獲し、3月31日に帰航した。しかし目標の捕獲頭数に達しなかったうえに、出航時に約16万円/tだったマッコウ鯨油の価格が帰航時には約4万円/tに暴落し、極洋捕鯨の再建にとって大きな痛手となった。
1957年（昭和32年）、極洋捕鯨は台湾祥徳漁業公司との共同経営で、台湾最南端の鵝鑾鼻（ガランピー）沖の捕鯨事業を開始した。第一京丸は第1回操業の捕鯨船に選ばれ、3月11日から鵝鑾鼻で操業を開始した。台湾での捕鯨事業は、翌1958年（昭和33年）の第2回操業から第三京丸が引き継いだが、1959年（昭和34年）の第3回操業で終了した。
1965年（昭和40年）、IWCの会議で総捕獲枠が前年より1,000頭減少の3,500頭まで削減され、ザトウクジラ1年、シロナガスクジラ5年の禁漁が決まった。これに伴い、第二極洋丸の船団が南氷洋捕鯨から撤退し翌1966年（昭和41年）から北洋海域（太平洋最北部・オホーツク海・ベーリング海）の捕鯨（北洋捕鯨）に従事することになった。極洋捕鯨は、それまで北洋捕鯨に従事していた極洋丸をはじめ、第一京丸などキャッチャーボート15隻とタンカー2隻、冷凍工船1隻などの不稼働船を抱えることとなり、1965年（昭和40年）から売却を始めた。第一京丸は、1965年10月に第三京丸と共に引退し売却された。

## 3代目

### 建造
3代目の第一京丸は、1971年（昭和46年）5月10日に新潟鐵工所（現・新潟造船）で起工し、7月11日に進水。10月7日に極洋に引き渡され、10月15日に竣工した。極洋にとって1962年（昭和37年）竣工の第二十五京丸以来、日本国内でも1964年（昭和39年）以来の新造捕鯨船で、主機の遠隔操作装置や自動監視装置を搭載したほか、萱場工業（現・カヤバ）製の銛がついた捕鯨綱の油圧式緩衝装置を搭載したり、ウインチの巻き上げを自動化するなどの省力化が図られていた。

### 商業捕鯨
第一京丸は竣工後、極洋捕鯨部の唯一の捕鯨船団である第三極洋丸の船団で、北洋海域と南氷洋の捕鯨に従事した。しかし1972年（昭和47年）にBWU換算が廃止され、鯨の種類ごとの捕獲枠が初めて設定された。その後は年々捕獲枠が減少した上に、1975年（昭和50年）のIWC会議は南氷洋の漁区別に捕獲頭数を制限した上に、ナガスクジラとイワシクジラに禁漁区を設定した。1974年（昭和49年）夏、水産庁から南氷洋捕鯨に出漁する3社に対して、捕鯨規制強化への対応策として、捕鯨業一本化と統合会社設立による事業継続について働きかけがあった。1975年5月14日から9月14日の第24次北洋捕鯨と10月23日から1976年（昭和51年）5月2日の第30次南氷洋捕鯨が、極洋捕鯨部として最後の捕鯨となった。
1976年（昭和51年）、極洋と日本水産、大洋漁業の捕鯨部門は集約されることとなり、第一京丸は6月1日に第三極洋丸など他の捕鯨船や従業員と共に日本共同捕鯨に移籍した。その後は第三極洋丸および第三日新丸の船団で捕鯨に従事し、1987年（昭和62年）3月14日に帰航した最後の商業捕鯨である第42次南氷洋捕鯨まで残った、4隻のキャッチャーボートの1隻となった。

### 調査捕鯨
1987年11月5日の共同船舶創立に伴い、日本共同捕鯨の捕鯨船が譲渡されたため、第一京丸も共同船舶に再移籍した。第一京丸は引き続き調査捕鯨の船団で運行され、1987年に始まった日本鯨類研究所による南極海鯨類捕獲調査（JARPA）では、2005年（平成17年）の調査完了まで使用された唯一の船舶となった。調査捕鯨では他のキャッチャーボートと同様に目視採集船とされ、船体に「RESERCH」（調査）の表記が追記された。また、通常の通信で船名から1番船と通称された。

#### 日新丸火災
1998年（平成10年）の第12次調査は、11月20日深夜、調査母船の日新丸が珊瑚海で火災が発生し、区間の封鎖に失敗して自力航行が不可能となった。第一京丸は1時11分に母船へ向かうよう命じられ、2時24分に非常用発電機への切り替えで無線機が使用できなくなった日新丸に代わって、第一京丸がオーストラリア沿岸警備局の海難救助調整本部への救難要請を海上保安庁宛てに発信した。日新丸は運航要員の34名を残して縄梯子で77名の乗組員を第二十五利丸に移し、第一京丸が接舷して消火に当たった。第一京丸は第二十五利丸からホースの供給を受けながら、送水や勇新丸消火隊の呼吸具ボンベへの空気の充填、食事の調理などを行った。また、非常用発電機が使えるようになった11月25日まで、日新丸に電力を供給した。11月日新丸の火災は11月28日に鎮火し、横付け中の第一京丸は消火ホースを撤収、11月29日に離舷した。第一京丸は日新丸と曳航するタグボートであるパシフィック・サルバーと共に、12月2日にニューカレドニアのヌメアに入港した。
12月7日早朝、火災発生直後の11月25日から活動船アークティック・サンライズで日新丸船団を追跡しヌメアでもデモ活動をしていた環境テロリスト団体であるグリーンピースのメンバー4人が日新丸と第一京丸に侵入し、1人は第一京丸の砲台に、もう1人はアンカーチェーンに自らの体を括り付け、共に南京錠で固定した。メンバーは第一京丸の船長宛てに「スクリュープロペラを鎖で固定したので出航できない。」旨の日本語で書かれた手紙を渡したため、共同船舶は排除のためにヌメアの裁判所に法的手続きを取ると共に、潜水士を雇って鎖を撤去した。また、夕方にアンカーチェーンに固定したメンバーを交代しようとしたので、第一京丸は放水で対抗した。夜に入り、捕鯨砲に固定していたメンバーが退船し、翌12月8日朝にはグリーンピース・ジャパン事務局長名による謝罪文がメンバーから第一京丸側に渡され、残りのメンバーも自ら退船した。同日、第一京丸と日本での修理が必要と判断された日新丸はヌメアを出航、第一京丸は12月20日に下関港に帰港した。
同日、因島港に入港した日新丸は夜が明けるのを待って建造および調査母船への改装を行った日立造船因島工場に入渠。年末年始返上の修理を経て、1999年（平成11年）1月5日に日新丸は再び南氷洋へ出航し、第一京丸は第二十五利丸と共に1月2日に下関港を出港した。南氷洋が好天だったため、調査期間を3月末まで延長できたが、調査範囲と期間が短縮されたため、第12次調査の標本実数（捕獲頭数）は例年よりも少ない389頭となった。

### 引退
第一京丸は2005年からJARPAに続いて実施された第二期南極海鯨類捕獲調査（JARPAII）でも、商業捕鯨時代に建造された唯一の目視採集船として運航されたが、2006年（平成18年）から2007年（平成19年）のJARPAII第2次調査を最後に引退した。引退後、第一京丸の船体は共同船舶から太地町に寄贈され、2012年（平成24年）2月18日にクレーン船を用いて太地町くじら浜公園に陸揚げ、展示されている。外観やエンジンのみならず、厨房の備品に至るまで保存する観点から、船内の公開は行われていない。また、救命浮輪は下関市立大学鯨資料室に寄贈された。